# Rafidofícies
Les rafidofícies (Raphidophyceae) són una classe que conté nou gèneres d'organismes d'aigua dolça i marina. Estan desproveïts de paret cel·lular. Sota el plasmalema presenten mucocists o cossos mucífers. Tenen petits orgànuls que descarreguen fibres de mucílag quan les cèl·lules són estimulades. Algunes de les espècies provoquen marees roges, però únicament al Japó.